# Leopold Friedrich Ludwig von Wietersheim
Leopold Friedrich Ludwig von Wietersheim (* 20. März 1701 in Frenz; † 1. Mai 1761 in Wörbzig) war ein preußischer Generalmajor.

## Leben

### Herkunft
Wietersheims Eltern waren Friedrich Kasimir von Wietersheim (1668–1737) und dessen Ehefrau Dorothea Maria, geborene Freiin von Morstein (1676–1747).

### Militärkarriere
Zunächst wurde Wietersheim zu Hause unterrichtet, besuchte ab 1715 das Pädagogium Halle und ab Mitte Oktober 1718 die Friedrichs-Universität. Seiner Körpergröße wegen überredete ihn Leopold von Anhalt-Dessau in sein Regiment zu kommen und so wurde er 1719 Fahnenjunker im Regiment „Thadden“. Im Jahr darauf wurde er Fähnrich. Im August 1723 versetzte man ihn in das Leibregiment Friedrich Wilhelms I. Wietersheim war Hauptmann, als Friedrich II. 1740 König wurde. Im Juni des Jahres ernannte der König ihn zum Oberstleutnant und versetzte ihn in das Infanterieregiment „von Braunschweig“. 1741 wurde er nach Denim geschickt, um das dortige Schwarzburgische Regiment zu übernehmen und im Mai 1742 wurde er dessen Kommandeur.
Im Mai 1743 ernannte ihn der König zum Oberst. In dieser Funktion führte er das Regiment aus dem Quartier in Soldin nach Böhmen. Ende des Jahres 1745 belagerte es Cosel. Am 18. Mai 1750 wurde er Generalmajor, blieb aber zunächst Kommandeur des Regiments.
Am 30. September 1752 wurde er Chef des Regiments „Derschau“. Im August 1756 mit Beginn des Siebenjährigen Krieges marschierte er nach Sachsen. Nach der Kapitulation der sächsischen Truppen in Pirna erhielt er das Regiment „von Rochow“ zur Ausbildung, das aus gefangenen Sachsen bestand. Ende des Jahres 1757 wurde das Regiment aufgelöst und die Mannschaften verteilt. Als Samuel Adolph von Kalckreuth in Pension ging, bekam Wietersheim dessen Regiment, das ebenfalls aus Sachsen bestand. In der Schlacht bei Breslau kommandierte er das Regiment „Brandeis“ und das Bataillon „Kalkreuth“ am rechten Flügel der Formation. Anschließend führte er den Angriff auf Pillnitz und blieb dann das Jahr 1758 über in Sachsen. Im Dezember 1758 ging er mit seinen Truppen nach Zwickau ins Winterquartier. Hier erkrankte er schwer, so dass er dienstuntauglich wurde. Er erhielt 1759 seine Entlassung und zog sich auf sein Gut Wörbzig zurück. Dort starb er 1761.

### Familie
Wietersheim war seit dem 5. Juni 1742 mit Henriette Sophie von Saalfeld verheiratet, sie war die Tochter des Kriegs- und Domänenrats Saalfeld in Halle. Das Paar hatte mehrere Töchter, darunter:
- Henriette
- Henriette Sophia (1749–1751)
- Friederike Magdalena Tugendreich (1747–1827) ⚭ 20. März 1767 in Wattmannshagen mit Balthasar Ludwig Christian von Wendessen (1724–1797)
- Maria Anna Christiane (* 1743)
- Ferdinanda Elisabeth Henriette Beata (* 1744)

Da seine Töchter nicht erbberechtigt waren, beerbte ihn sein Bruder Dietrich Christian (1703–1776).